# Karen Girl’s
Karen Girl’s (jap. japanisch 可憐Girl’s Karen Gāruzu, deutsch ‚liebenswürdige Mädchen‘) war eine japanische Idol-Popgruppe in den Jahren 2008 und 2009.

## Geschichte
Die Gruppe bestand aus drei Grundschülerinnen im Alter von elf und zwölf Jahren, die bei einem Vorsingen positiv aufgefallen waren und daraufhin von der Talentagentur Amuse unter Vertrag genommen wurden. Die Karen Girl’s galten als „kleine Schwestern“ von Perfume. Sie sangen mehrere Titellieder für die auf TV Tokyo erstausgestrahlte Anime-Serie Zettai Karen Children und hatten darin auch kleinere Sprechrollen in Form von Cameo-Auftritten. Hinzu kamen diverse Fernseh- und Festivalauftritte. Beim Label Geneon wurden ein Album und zwei Singles veröffentlicht. Nach dem Ende der Anime-Serie löste Amuse die Gruppe am 31. März 2009 auf.

## Mitglieder
| Bühnenname | Name                          | Geburtsdatum  | Herkunft  |
| ---------- | ----------------------------- | ------------- | --------- |
| Ayami      | Ayami Mutō (武藤 彩未)        | 29. Apr. 1996 | Ibaraki   |
| Yuika      | Yuika Shima (島 ゆいか)       | 20. Sep. 1996 | Kumamoto  |
| Suzuka     | Suzuka Nakamoto (中元 すず香) | 20. Dez. 1997 | Hiroshima |

Im April 2010 gehörten Mutō und Nakamoto zu den Gründungsmitgliedern von Sakura Gakuin, einer Idol-Popgruppe derselben Agentur. Nakamoto ist heute vor allem als Leadsängerin von Babymetal bekannt. Mit dieser Formation präsentierte sie bei einem Konzert am 20. Dezember 2012 eine Metal-Version von Over the Future (Debütsingle der Karen Girl’s).

## Diskografie

### Alben
| Jahr | Titel             | Höchstplatzierung, Gesamtwochen, AuszeichnungChartsChartplatzierungen (Jahr, Titel, Platzierungen, Wochen, Auszeichnungen, Anmerkungen) | Anmerkungen                            |
| Jahr | Titel             | JP | Anmerkungen                            |
| ---- | ----------------- | --- | -------------------------------------- |
| 2009 | Fly to the Future | JP19 (3 Wo.)JP | Erstveröffentlichung: 25. Februar 2009 |

### Singles
| Jahr | Titel Album       | Höchstplatzierung, Gesamtwochen, AuszeichnungChartsChartplatzierungen (Jahr, Titel, Album, Platzierungen, Wochen, Auszeichnungen, Anmerkungen) | Anmerkungen                             |
| Jahr | Titel Album       | JP | Anmerkungen                             |
| ---- | ----------------- | --- | --------------------------------------- |
| 2009 | Over the Future – | JP17 (11 Wo.)JP | Erstveröffentlichung: 25. Juni 2008     |
| 2009 | My Wings –        | JP26 (8 Wo.)JP | Erstveröffentlichung: 26. November 2008 |